# 菅原公一
菅原 公一（すがわら きみかず、1947年3月31日 - ）は、日本の経営者。北海道滝川市出身。

## 経歴・人物
1970年に早稲田大学法学部を卒業し、同年に鐘淵化学工業(のちのカネカ)に入社した。2000年6月に取締役に就任し、2003年6月に常務を経て、2008年4月に社長に就任。2014年4月に会長に就任。
2012年6月にベルギーのレオポルド勲章コマンドール章を受章。